# Brokenhearted
„Brokenhearted“ (в превод: Съкрушена) е песен на американския поп дует Кармин от дебютния му албум „Hello“. Песента е пусната като първи сингъл от албума. Написана е от Хайдеман и Нунан, заедно с Claude Kelly (Клауди Кели), Emily Wright (Емили Райт), Henry Walter (Хенри Уолтър), John Hill (Джон Хил) и Richard Head (Ричард Хед); продуцирана от Cirkut (Циркът) и Emily Wright (Емили Райт). Лирическата героиня е жена, която моли любовника си да не я оставя с разбито сърце. Сингълът дебютира под номер 84 в Billboard Hot 100 chart в САЩ и достига номер 16 на дванадесетата си седмица. Сингълът достига челната десетка в Австралия, Нова Зеландия и Великобритания.